# Coat of Arms
Coat of Arms (укр. Герб) — п'ятий студійний альбом шведського павер-метал гурту Sabaton, що вийшов 21 травня 2010 року.

## Список композицій
1. «Coat of Arms» — Пісня про Італо-грецьку війну та Фермопільську битву[3]. (3:35)
2. «Midway» — Пісня про битву за Мідвей. (2:29)
3. «Uprising» — пісня про Варшавське повстання. (4:56)
4. «Screaming Eagles» — пісня про участь  101-ї американської дивізії в Бастонській битві. (4:08)
5. «The Final Solution» — пісня про Остаточне вирішення єврейського питання. (4:57)
6. «Aces in Exile» — про іноземних пілотів-добровольців у битві за Британію. (4:23)
7. «Saboteurs» — пісня про Операцію «Ганнерсайд» — спроба знищення силами норвезького Опору заводу з виробництва важкої води, що призначалася для виготовлення атомної бомби в Німеччині. (3:16)
8. «Wehrmacht» — пісня про військову машину Третього рейху і армійську пропаганду. (4:14)
9. «The White Death» — пісня про знаменитого снайпера Зимової війни Сімо Гяюгя, що прозваний «Біла смерть». (4:10)
10. «Metal Ripper» — пісня-триб'ют хеві-металу. Згадуються такі гурти, як: AC/DC, Mötley Crüe, Iron Maiden, Metallica, Manowar, Twisted Sister, Ozzy Osbourne, Judas Priest, Black Sabbath, Rainbow, HammerFall, Yngwie Malmsteen, Accept, Deep Purple, Queensrÿche, Dimmu Borgir і Queen. (3:51)

Digipak edition бонусні треки
1. «Coat of Arms (Instrumental)» (3:35)
2. «Metal Ripper (instrumental)» (3:51)

iTunes бонуний трек
1. «White Death (Instrumental)» (4:10)

## Місця в чартах
| Хіт-парад (2010)             | Місце |
| ---------------------------- | ----- |
| Хіт-парад альбомів Угорщини  | 9     |
| Хіт-парад альбомів Швеції    | 2     |
| Хіт-парад альбомів Польщі    | 9     |
| Хіт-парад альбомів Фінляндії | 17    |
| Хіт-парад альбомів Австралії | 71    |
| Хіт-парад альбомів Швейцарії | 33    |
| Хіт-парад альбомів Німеччини | 19    |
| Хіт-парад альбомів Греції    | 10    |

## Виконавці
- Joakim Brodén — вокал;
- Rickard Sundén — гітара;
- Oskar Montelius — гітара;
- Pär Sundström — бас;
- Daniel Mullback — ударні;
- Daniel Mÿhr — клавішні.